# Aszfaltbeton

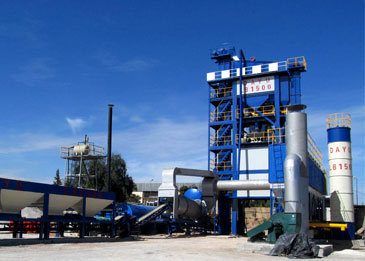
Aszfaltkeverő üzem

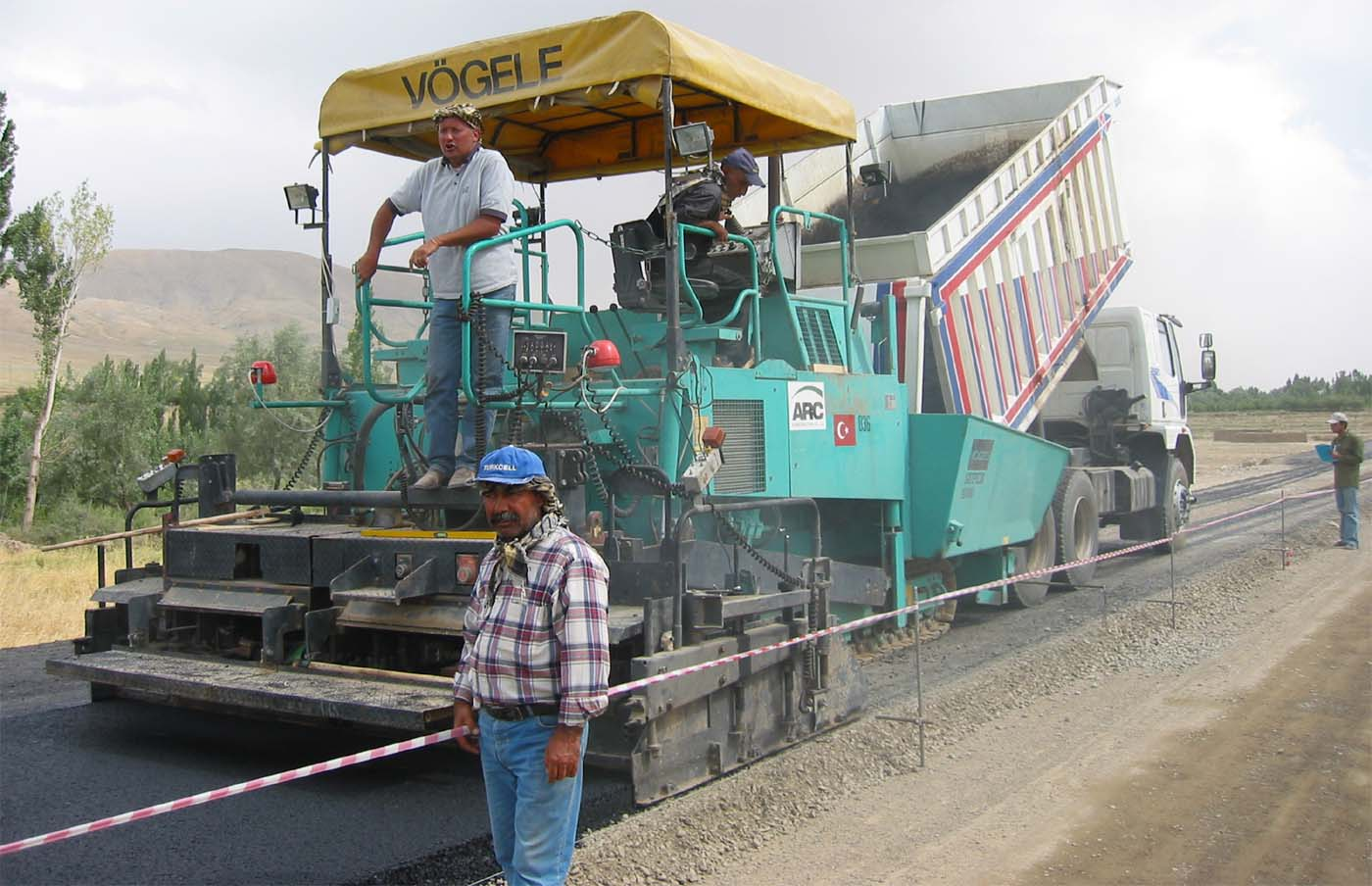
Aszfaltbetont fektető gép, amelyet egy teherautóval táplálnak.

Az aszfaltbeton egy olyan összetett anyag, amelyet általában utak, parkolók, repülőterek és gátak magjának burkolására használnak.
Az aszfaltkeverékeket a 19. század óta használják a járdaépítésben. Bitumennel (aszfalt, szurok vagy kátrány néven is ismert anyag) összekötött ásványi adalékanyagból áll, amelyet rétegekben fektetnek le és tömörítenek.
Az amerikai angol aszfalt (vagy aszfaltos) beton, bitumenes aszfaltbeton és bitumenes keverék kifejezéseket jellemzően csak a mérnöki és építési dokumentumokban használják, amelyek a betont kötőanyaggal összetapasztott ásványi adalékanyagból álló bármilyen összetett anyagként határozzák meg. Az AC rövidítést néha az aszfaltbetonra használják, de jelentheti az aszfalttartalmat vagy az aszfaltcementet is, utalva a kompozit anyag folyékony aszfaltrészére.

## Története
A természetes aszfaltot (ógörögül: ἄσφαλτος (ásphaltos)) már az ókor óta ismerik és használták Mezopotámiában, Föníciában, Egyiptomban, Babilonban, Görögországban, Karthágóban és Rómában templomi fürdők, víztározók, vízvezetékek, alagutak és árkok vízszigetelésére, falazóhabarcsként, parafaedények és utak burkolására. Nabú-apal-uszur babilóniai király i. e. 625 körül épült Felvonulási utcáját, amely a palotájától északra, a város falán keresztül vezetett, úgy írják le, hogy égetett téglából és aszfaltból épült. 1824-től Franciaországban természetes aszfalttal borított és kötött térkő burkolatot használtak útépítésre. 1829-ben a franciaországi Lyonban, a Pont Morand-ban (Lyon) természetes Seyssel aszfaltot kevertek 7% aggregátummal, hogy aszfát-masztikus felületet hozzanak létre egy gyalogútnál. 1835-ben a technika elterjedt Párizsban, 1836-ban az angliai Londonban, 1838-ban pedig az Amerikai Egyesült Államokban, Philadelphiában. 1834-ben a londoni Poplarban működő John Henry Cassell & Company szurok- és lakkszállító cég angol szabadalmat szerzett egy olyan módszerre, amellyel az utakat kátrányréteggel borították, amelyet makadámréteggel fedtek le, majd kátrány- és homokréteggel zártak le, és a felületet „lávakő burkolásra és vízszigetelésre” néven hozták forgalomba; nem sokkal később a Vauxhall hídhoz vezető út és a londoni Millwallban lévő egyik út burkolására szerződtek. 1837-ben Richard Tappin Claridge hasonló angol szabadalmat szerzett (GB patent 1837 #7849), Seyssel aszfaltot használva kötőanyagként; miután látta, hogy Franciaországban és Belgiumban alkalmazzák, később, 1838-ban megalapította a Claridge's Patent Asphalte Companyt. Az 1840-es években egy Nottinghamből kifutó kavicsos út két mérföldes szakaszát és a Huntingdon High Streetet kísérleti jelleggel természetes aszfalttal borították. 1852-ben Párizs és a franciaországi Perpignan között a svájci Val de Travers kőzetaszfalt (természetes aszfalttal borított mészkő-aggregátum) felhasználásával aszfalttal borított makadám utat építettek. 1869-ben az angliai Londonban a Threadneedle Streetet svájci Val de Travers kőaszfalttal burkolták újra. 1870-ben a Columbia Egyetemen Edward De Smedt belga-amerikai kémikus találta fel a homokkal 1:5 arányban kevert, felmelegített természetes aszfalt felhordásával, hengerléssel és kőolajjal kevert természetes aszfalt felhordásával keményített utat, amely anyagra és a keményítés módszerére két amerikai szabadalmat kapott. Edgar Purnell Hooley építőmérnök, földmérő és egy angol megyei autópálya-tanács tagja olyan eljárást és gépet hozott létre, amely szintetikus, finomított kőolajkátrányt és gyantát kombinál egy 212 °F-os, gőzzel fűtött keverőben, és egy fűtött tartályon, vezetékeken és hálókon keresztül egy olyan anyagot hoz létre, amelyet útburkolat kialakítására lehet alkalmazni. 1902-ben brit szabadalmat nyújtott be a fejlesztésére. Hooley egy brit céget alapított a technológia forgalmazására, ahol a kátrányos makadám, rövidítve a tarmac kifejezést alkották meg, miután a cég neve a Tar Macadam (Purnell Hooley's Patent) Syndicate Limited, amely a kátrány és a makadám kavics összetett keverékének kombinációjából származik.